# Näsvattnet, Medelpad
Näsvattnet är en sjö i Sundsvalls kommun i Medelpad och ingår i Ljungans huvudavrinningsområde. Sjön har en area på 0,0989 kvadratkilometer och ligger 263,6 meter över havet. Sjön avvattnas av vattendraget Djupdalsbäcken.

## Delavrinningsområde
Näsvattnet ingår i det delavrinningsområde (692816-155612) som SMHI kallar för Ovan Svarttjärnsb.. Medelhöjden är 272 meter över havet och ytan är 5,36 kvadratkilometer. Det finns ett avrinningsområde uppströms, och räknas det in blir den ackumulerade arean 8,16 kvadratkilometer. Djupdalsbäcken som avvattnar avrinningsområdet har biflödesordning 4, vilket innebär att vattnet flödar genom totalt 4 vattendrag innan det når havet efter 57 kilometer. Avrinningsområdet består mestadels av skog (84 procent). Avrinningsområdet har 0,1 kvadratkilometer vattenytor vilket ger det en sjöprocent på 1,9 procent.